# Anne Edwards (femme politique)
Pour les articles homonymes, voir Anne Edwards.
Kathleen Anne Edwards (née Stothers) (6 juin 1935-15 octobre 2022) est une femme politique canadienne de la Colombie-Britannique. Elle est députée provinciale néo-démocrate de la circonscription britanno-colombienne de Kootenay de 1986 à 1996.
Elle est ministre dans le cabinet du premier ministre Mike Harcourt aux postes de ministre des Mines de l'Énergie, des Mines et des Ressources pétrolière de novembre 1991 à 1996. Elle est exclue du cabinet de Glen Clark et décide de ne par se représenter pour l'élection de 1996
Edwards meurt à Calgary en octobre 2022 à l'âge de .